# Pallacanestro Cantù 2003-2004
Questa voce raccoglie le informazioni riguardanti la Pallacanestro Cantù nelle competizioni ufficiali della stagione 2003-2004.

## Stagione
La stagione 2003-04 della Pallacanestro Cantù, sponsorizzata Oregon Scientific, è la 47ª nel massimo campionato italiano di pallacanestro, la Serie A.
Con l'avvio della nuova stagione fu difficile per la società riconfermare tutti e quattro gli americani, così Jerry McCullough e Bootsy Thornton non seppero rifiutare le vantaggiose offerte arrivanti dalla Pallacanestro Varese e dalla Montepaschi Siena. Per sostituirli Stefano Sacripanti e Bruno Arrigoni scelsero Dante Calabria, vero e proprio colpo di mercato, Nate Johnson e Sofoklīs "Baby Shaq" Schortsianitīs, che però fu disponibile solo da ottobre per un problema con il suo tesseramento.
Il primo impegno per la Pallacanestro Cantù fu la Supercoppa contro la Benetton Treviso, in quanto Cantù era la finalista della Coppa Italia e Treviso aveva fatta l'accoppiata Coppa Italia-Scudetto. Cantù si presentò con lo spirito giusto e i biancoblù fecero subito capire alla Benetton Treviso che quel pomeriggio non avrebbero trovato di fronte una formazione arrendevole. La Pallacanestro Cantù alla fine vinse 79-85, dodici anni dopo l'ultimo successo, la Coppa Korać 1990-1991. In campionato la prima vittoria, però arrivò solo alla terza giornata con l'esordi di Sofoklīs Schortsianitīs autore di sedici punti in ventuno minuti. L'andata venne chiusa così all'ottavo posto, l'ultimo necessario per potersi qualificare alla Final Eight di Coppa Italia, dove i canturini superarono la prima della classe: la Montepaschi Siena, giocando una gara di altissima intensità, ma poi andarono a sbattere contro il muro della Benetton Treviso e così conclusero la loro avventura in semifinale. La stagione regolare venne chiusa in sesta posizione e ai playoff la Pallacanestro Cantù si trovò di fronte ancora Benetton Treviso. La serie vide i biancoblù in partita solo in casa e così i trevigiani riuscirono a prevalere per 3-0. In questo modo si chiuse una stagione e un capitolo che aveva visto la Pallacanestro Cantù ottenere un terzo, un quarto, un sesto posto in campionato, una finale dei playoff scudetto, la qualificazione all'Eurolega alla quale poi rinunciò, una finale di Coppa Italia e la vittoria della Supercoppa, un triennio difficile da immaginare alla vigilia da parte di una squadra che nella stagione 2000-2001 era andata vicinissima alla retrocessione.

## Roster
| Oregon Scientific Cantù 2003-2004 | Oregon Scientific Cantù 2003-2004 |
| Giocatori                         | Staff tecnico                     |
| --------------------------------- | --------------------------------- |

| N. | Naz.                                       | Ruolo | Nome                    | Anno | Alt.   | Peso   |  |
| -- | ------------------------------------------ | ----- | ----------------------- | ---- | ------ | ------ |  |
| 4  | Svezia (bandiera)                          | P     | Mats Levin              | 1977 | 188 cm | 80 kg  |  |
| 5  | Stati Uniti (bandiera)                     | P     | Tyson Wheeler           | 1975 | 177 cm | 78 kg  |  |
| 7  | Stati Uniti (bandiera)                     | AP    | Nate Johnson            | 1977 | 199 cm | 98 kg  |  |
| 8  | Stati Uniti (bandiera)                     | A     | Samuel Hines            | 1970 | 199 cm | 102 kg |  |
| 9  | Italia (bandiera)                          | PG    | Lorenzo Novati          | 1995 | 185 cm | 72 kg  |  |
| 11 | Stati Uniti (bandiera) · Italia (bandiera) | C     | Dan Gay (C)             | 1961 | 207 cm | 108 kg |  |
| 15 | Inghilterra (bandiera)                     | C     | Mike Bernard            | 1978 | 206 cm | 130 kg |  |
| 16 | Italia (bandiera)                          | A     | Jacopo Pozzi            | 1987 | 200 cm | 95 kg  |  |
| 17 | Stati Uniti (bandiera) · Italia (bandiera) | G     | Dante Calabria          | 1973 | 194 cm | 93 kg  |  |
| 18 | Grecia (bandiera)                          | C     | Sofoklīs Schortsianitīs | 1985 | 206 cm | 160 kg |  |
| 19 | Italia (bandiera)                          | G     | Patrizio Riva           | 1981 | 198 cm | 90 kg  |  |
| 20 | Stati Uniti (bandiera)                     | AG    | Shaun Stonerook         | 1977 | 201 cm | 97 kg  |  |
| -  | Italia (bandiera)                          | AG    | Davide Colombo          | 1986 | 204 cm | 92 kg  |  |
| -  | Italia (bandiera)                          | C     | Vittorio Porta          | 1985 | 201 cm | 92 kg  |  |
| -  | Italia (bandiera)                          | PG    | Valerio Intini          | 1987 | 190 cm |        |  |

| Allenatore |
| - Stefano Sacripanti |
| Assistente/i |
| - Bruno Arrigoni - Flavio Fioretti - Marco Gandini Legenda - (C) Capitano - (IN) Inattivo - Infortunato Roster Aggiornato al: 23 luglio 2016 |

## Mercato

### Sessione estiva
| Acquisti | Acquisti                | Acquisti            | Acquisti   |
| R.       | Nome                    | da                  | Modalità   |
| -------- | ----------------------- | ------------------- | ---------- |
| P        | Mats Levin              | Pr. Castel Maggiore | definitivo |
| AP       | Nate Johnson            | Columbus Riverdr.s  | definitivo |
| C        | Mike Bernard            | Pall. Messina       | definitivo |
| G        | Dante Calabria          | Pall. Treviso       | definitivo |
| C        | Sofoklīs Schortsianitīs | Īraklīs Salonicco   | definitivo |

| Cessioni | Cessioni         | Cessioni                             | Cessioni       |
| R.       | Nome             | a                                    | Modalità       |
| -------- | ---------------- | ------------------------------------ | -------------- |
| AC       | Marcelo Damião   | Pall. Reggiana                       | fine contratto |
| P        | Cristiano Fazzi  | Nuova A.M.G. Sebastiani Basket Rieti | fine contratto |
| P        | Jerry McCullough | Pall. Varese                         | fine contratto |
| C        | Fredrik Jönzén   | Cantabria                            | fine contratto |
| AP       | Phill Jones      | Nelson Giants                        | fine contratto |
| G        | Bootsy Thornton  | Mens Sana Siena                      | fine contratto |
| C        | Yves Dupont      | Bree                                 | fine contratto |

## Risultati

### Supercoppa italiana
La Supercoppa italiana si è svolta il 27 settembre 2003 al PalaVerde di Villorba ed ha visto la vittoria, per la prima volta nella sua storia, della Pallacanestro Cantù.
| Arbitri: | Giampaolo Cicoria (Milano) Guerrino Cerebuch Massimiliano Filippini |

| |            | |
| T. Edney 19 M. Nicola 16 M. Evans 15 | Punti      | 21 N. Johnson, D. Calabria 14 T. Wheeler 12 M. Bernard                                                            |
| M. Nicola 5 | Assist     | 4 T. Wheeler |
| M. Nicola 5 | Rimbalzi   | 11 S. Stonerook                                                                                                   |
| 4 Nicola· 5 Edney· 6 Evans· 7 Pittis· 8 Marconato 9 Bulleri· 10 Slokar· 11 Bargnani· 12 Giovannoni· 13 Marko'ishvili· 14 Podestà· 15 Garbajosa | Formazioni | 5 Wheeler· 8 Hines· 15 Bernard· 17 Calabria· 20 Stonerook 4 Levin· 7 Johnson· 9 Novati· 11 Gay· 13 Porta· 19 Riva |
| Ettore Messina | Allenatori | Stefano Sacripanti                                                                                                |

| Supercoppa italiana 2003 |
| ------------------------ |
| Pall. Cantù 1º titolo    |